# 鳥羽市立鳥羽東中学校
鳥羽市立鳥羽東中学校（とばしりつとばひがしちゅうがっこう）は、三重県鳥羽市にある公立中学校。学校の通称は、東中（ひがしちゅう）、鳥羽東（とばひがし）。 

## 概要
「21世紀の鳥羽を担う人間性豊かで心身共に健全な生徒の育成」を目指して開校した中学校で、開校当時最新の設備・施設をもっていた。2005年（平成17年）度の生徒数は412人で、うち約80人は離島から鳥羽市営定期船で通学している。
校舎は山の中腹にあり、伊勢湾を見下ろしている。
大明東町・大明西町・安楽島町の指定避難所である。

## 沿革
- 1979年（昭和54年）
  - 4月1日 - 鳥羽中学校・桃取中学校・菅島中学校と加茂中学校の学区であった安楽島地区を統合し、鳥羽市立鳥羽東中学校が開校[4]。
  - 11月19日 - グラウンドが第五種公認陸上競技場となる[5]
- 2001年（平成13年）4月1日 - ボランティアサークル「虹の会」結成[6]。
- 2002年（平成14年） - 映画『十七歳』のロケーション撮影が行われる[7]。
- 2004年（平成16年） - 映画『逆境ナイン』のロケーション撮影が行われる[8]。学校経営品質のモデル校指定を受ける[9]。
- 2008年（平成20年）2月9日～2月15日 - 中部国際空港の航空機騒音定期監視調査が行われる[10]。WECPNL（うるささ指数）は44で、基準値70を下回った[10]。
- 2011年（平成23年）5月22日 - 玄関などの窓ガラス51枚と夜間照明16個が壊されているのが見つかる[11]。
- 2014年（平成26年）4月1日 - 鏡浦中学校を統合[12]。
- 2022年（平成26年）4月1日 - 長岡中学校を統合[13]

## 統合した学校
鳥羽東中学校は、以下の3校を統合して開校した。開校後に統合した鏡浦中学校と長岡中学校は、各項目を参照。

### 鳥羽中学校
校舎は円形校舎で鉄筋造だったが、運動場が狭かった。
- 1947年（昭和22年）4月 - 鳥羽町立鳥羽中学校として開校[14]。
- 1948年（昭和23年）
  - 5月18日 - 鳥羽高等学校と校舎を交換、神戸製鋼所鳥羽工場の旧青年学校に移転[15]。
  - 6月1日 - 鳥羽町立坂手中学校を統合[16]。
- 1949年（昭和24年）4月28日 - 神戸製鋼所より買収し、新校舎が完成、移転[16]。
- 1952年（昭和27年） - 校歌・校旗制定[17]。
- 1953年（昭和28年）2月11日 - 講堂の落成式を挙行[18]。
- 1954年（昭和29年）11月1日 - 市町村合併により、鳥羽市立鳥羽中学校に改称。
- 1960年（昭和35年）5月5日 - 円形校舎の落成式を挙行[19]。
- 1964年（昭和39年） - 給食室完成[20]。
- 1965年（昭和40年） - 文部省より生徒指導推進研究指定（2年間）[21]。
- 1966年（昭和41年） - 三重県より道徳教育研究指定（2年間）[21]。
- 1979年（昭和54年）
  - 3月26日 - 鳥羽・桃取・菅島中学校合同閉校式を挙行[22]。
  - 3月31日 - 統合により廃校。

### 桃取中学校
末期には校舎の老朽化が進んでいた。

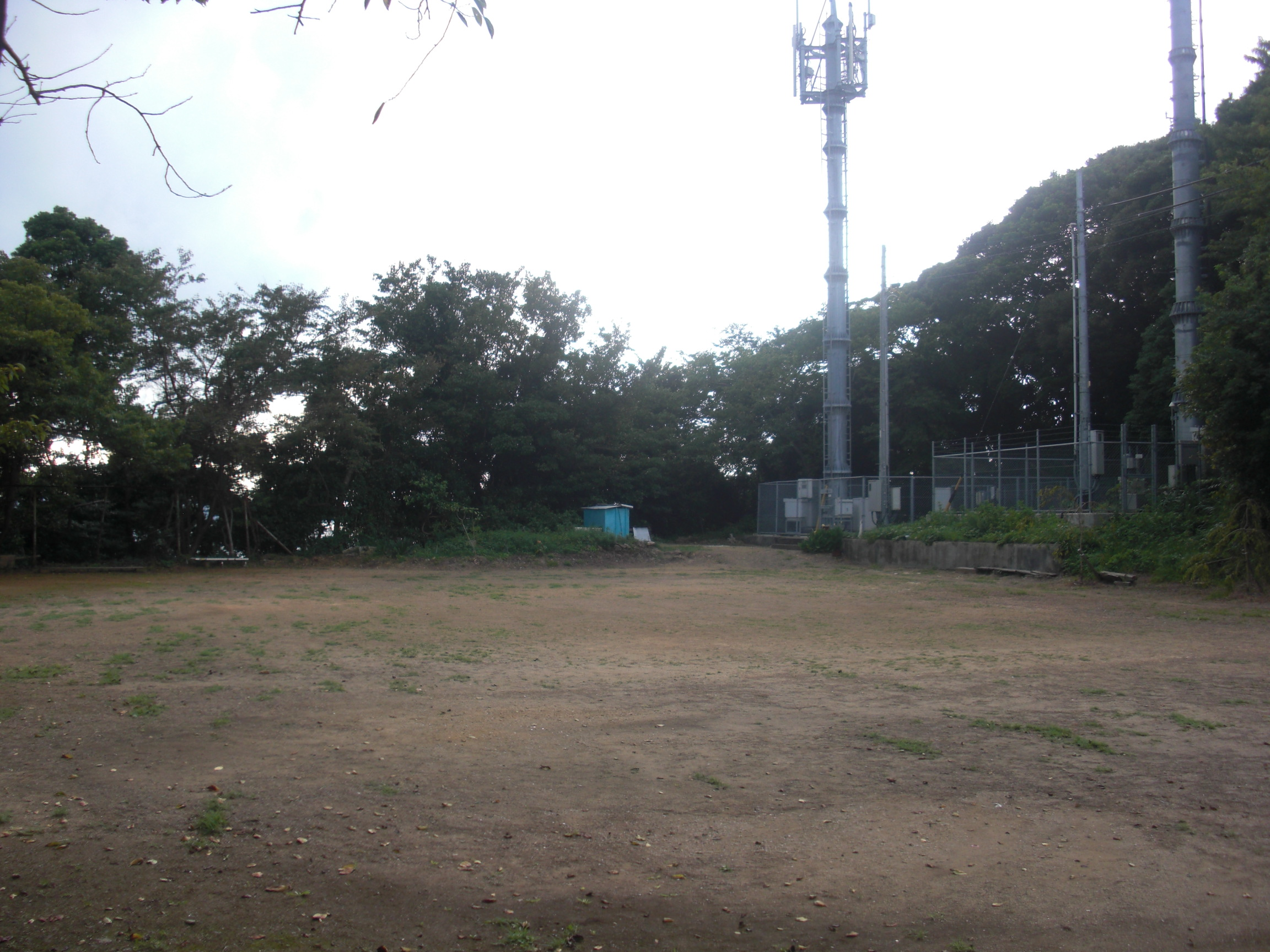
桃取中学校跡地

- 1947年（昭和22年）4月 - 桃取村立桃取中学校として開校[14]。
- 1949年（昭和24年）2月11日 - 新校舎竣工式を挙行[16]。
- 1953年（昭和28年）9月23日 - バレーボール三重県大会で優勝[18]。
- 1954年（昭和29年）11月1日 - 市町村合併により、鳥羽市立桃取中学校に改称。
- 1963年（昭和38年） - 特別教室を増築[20]。
- 1979年（昭和54年）
  - 3月26日 - 鳥羽・桃取・菅島中学校合同閉校式を挙行[22]。
  - 3月31日 - 統合により廃校。

### 菅島中学校
校舎は菅島小学校と共用だった。
- 1947年（昭和22年）4月 - 菅島村立菅島中学校として開校[14]。
- 1950年（昭和25年）6月29日 - 新校舎落成、移転[24]。
- 1954年（昭和29年）11月1日 - 市町村合併により、鳥羽市立菅島中学校に改称。
- 1955年（昭和30年）11月15日 - 火災により校舎が全焼[25]。
- 1956年（昭和31年）9月3日 - 新校舎完成[26]。9月8日に開校式を挙行[26]。
- 1957年（昭和32年） - 文部省より産業教育研究指定（2年間）[21]。
- 1964年（昭和39年）5月22日 - へき地集会所（講堂）落成[27]。
- 1966年（昭和41年） - 三重県よりへき地教育研究指定（2年間）[21]。
- 1974年（昭和49年） - 文部省よりへき地教育研究指定（2年間）[21]。
- 1979年（昭和54年）
  - 3月26日 - 鳥羽・桃取・菅島中学校合同閉校式を挙行[22]。
  - 3月31日 - 統合により廃校。

## 通学区域

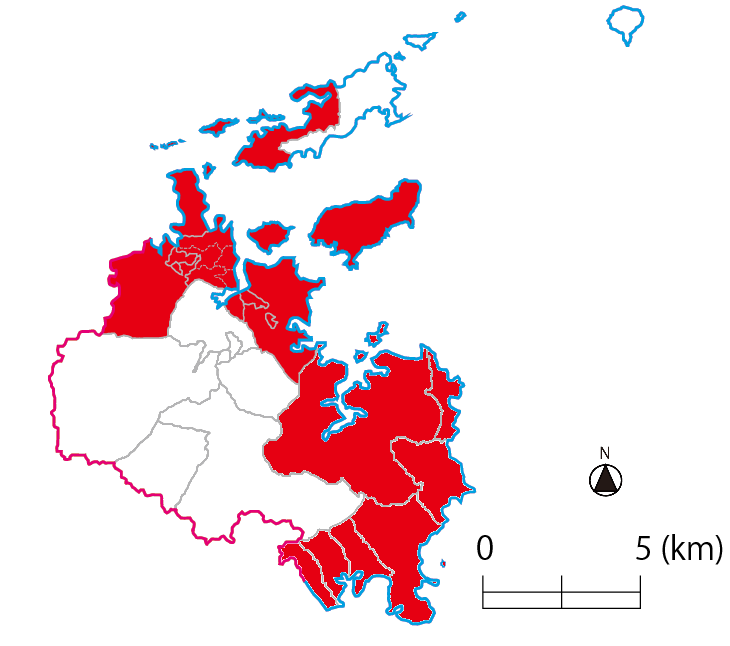
鳥羽東中学校区

学区（校区）は広く、保護者の職業や地域文化の多様性がみられ、校区の一体性は低いとする見解がある。
鳥羽小学校区
- 鳥羽（一〜五丁目）
- 鳥羽町
- 堅神町
- 池上町
- 屋内町
- 小浜町
- 坂手町
- 船津町の一部
- 桃取町

菅島小学校区
- 菅島町

安楽島小学校区
- 安楽島町
- 高丘町
- 大明東町
- 大明西町
- 船津町の一部
- 浦村町
- 石鏡町

弘道小学校区
- 相差町
- 畔蛸町
- 堅子町
- 千賀町
- 国崎町

## 部活動
- サッカー部
- 柔道部
- 卓球部
- ソフトテニス部
- バスケットボール部
- バレーボール部
- 美術部
- 野球部
- 陸上競技部
- 剣道部
- バドミントン部
- フェンシング部

## 出身有名人
- 渡瀬マキ - シンガーソングライター
- 稲澤真人 - 柔道家
- 角谷萌々果 - レスリング選手[29]、アイシン・エィ・ダブリュ所属[30]

## 交通
- 三重交通バス・かもめバス鳥羽体育館前バス停より徒歩約8分（約500m）。
  - 離島から鳥羽市営定期船とかもめバスを乗り継いで通学している生徒がいる。
- 近鉄志摩線志摩赤崎駅より徒歩約30分（約1.8km）。

## 周辺
- 三重県立鳥羽高等学校
- 鳥羽中央公園